# Jeżewo (powiat płocki)
Jeżewo – wieś w Polsce położona w województwie mazowieckim, w powiecie płockim, w gminie Nowy Duninów.
W skład sołectwa Trzcianno-Jeżewo wchodzą wsie Trzcianno i Jeżewo.
W latach 1975–1998 miejscowość należała administracyjnie do województwa płockiego.